# Tetrastigma pubinerve
Tetrastigma pubinerve är en vinväxtart som beskrevs av Merrill & Chun. Tetrastigma pubinerve ingår i släktet Tetrastigma och familjen vinväxter. Inga underarter finns listade i Catalogue of Life.